# 鲁阿佩胡山
鲁阿佩胡山（Mount Ruapehu）是位于新西兰陶波火山带（Taupo Volcanic Zone）南端的一座活跃的成层火山。它座落在奥阿库尼镇东北23公里处，位于陶波湖西南，距离陶波湖南岸大约40公里。此处拥有完善的滑雪场地，是新西兰北岛乃至新西兰全国最有名的滑雪场之一。山的边坡上也有冰川，是北岛唯一可以发现的冰川。
鲁阿佩胡山是世界上最为活跃的火山之一，也是新西兰最大的活火山。它的三座主要山峰为：Tahurangi（2797米）、Te Heuheu（2755米）和Paretetaitonga（2751米），其中Tahurangi是新西兰北岛的最高峰。该火山曾於1895年、1945年、1995－1996年、2006年和2007年喷发。